# Puchar Świata w skokach narciarskich 2007/2008
Puchar Świata w skokach narciarskich 2007/2008 – 29. edycja Pucharu Świata mężczyzn w skokach narciarskich, która rozpoczęła się 30 listopada 2007 w fińskiej Ruce na skoczni Rukatunturi a zakończyła 16 marca 2008 na Letalnicy w słoweńskiej Planicy.
W tym sezonie odbyły się dwa konkursy na mniejszej skoczni w Villach (Alpenarena) co było zmianą w stosunku do ostatnich sezonów.
Podczas trwania sezonu w kalendarzu PŚ doszło do następujących zmian:
- Konkurs w Kranju został odwołany z powodu braku śniegu i wysokich temperatur - zastąpiono go dodatkowym konkursem w Villach.
- Trzeci konkurs w Turnieju Czterech Skoczni, w Innsbrucku odwołano z powodu silnego wiatru - odbył się on w Bischofshofen następnego dnia.
- W Predazzo z powodu niekorzystnych warunków atmosferycznych odbyła się tylko jedna seria pierwszego konkursu indywidualnego.
- Pierwszy konkurs w Harrachovie odwołano z powodu niekorzystnych warunków atmosferycznych. Przeniesiono go na następny dzień i rozegrano jedną serię. Drugi konkurs odwołano z tego samego powodu, lecz go nie zastąpiono.
- W Zakopanem drugi konkurs przesunięto na dzień następny z powodu niekorzystnych warunków atmosferycznych
- Konkursy w Lahti odwołano z powodu silnego wiatru. Konkurs indywidualny, zaliczany do Turnieju Nordyckiego rozegrano następnego dnia, w Kuopio.

Zdobywcą Kryształowej Kuli został 17 lutego 2008 roku Thomas Morgenstern.
Ostateczny kalendarz zawodów został zatwierdzony dnia 27 maja w Portorožu.

## Kalendarz i wyniki
| Lp                                                                            | Data                                                        | Miejscowość                                                 | Skocznia                                                    | HS                                                          | Uwagi                                                       | 1. miejsce                                                                       | 2. miejsce                                                                               | 3. miejsce                                                                              |  |
| ----------------------------------------------------------------------------- | ----------------------------------------------------------- | ----------------------------------------------------------- | ----------------------------------------------------------- | ----------------------------------------------------------- | ----------------------------------------------------------- | -------------------------------------------------------------------------------- | ---------------------------------------------------------------------------------------- | --------------------------------------------------------------------------------------- |  |
| 1.                                                                            | 30 listopada 2007                                           | Ruka                                                        | Rukatunturi                                                 | HS142                                                       | nocny, druż.                                                | Norwegia 1. Bjørn Einar Romøren 2. Tom Hilde 3. Anders Bardal 4. Roar Ljøkelsøy  | Austria 1. Wolfgang Loitzl 2. Martin Koch 3. Gregor Schlierenzauer 4. Thomas Morgenstern | Finlandia 1. Matti Hautamäki 2. Harri Olli 3. Arttu Lappi 4. Janne Ahonen               |  |
| 2.                                                                            | 1 grudnia 2007                                              | Ruka                                                        | Rukatunturi                                                 | HS142                                                       | nocny                                                       | Thomas Morgenstern                                                               | Bjørn Einar Romøren                                                                      | Tom Hilde                                                                               |  |
| 3.                                                                            | 8 grudnia 2007                                              | Trondheim                                                   | Granåsen                                                    | HS131                                                       | nocny                                                       | Thomas Morgenstern                                                               | Gregor Schlierenzauer                                                                    | Tom Hilde                                                                               |  |
| 4.                                                                            | 9 grudnia 2007                                              | Trondheim                                                   | Granåsen                                                    | HS131                                                       | –                                                           | Thomas Morgenstern                                                               | Andreas Kofler                                                                           | Wolfgang Loitzl                                                                         |  |
| 5.                                                                            | 13 grudnia 2007                                             | Villach                                                     | Alpenarena                                                  | HS98                                                        | nocny                                                       | Thomas Morgenstern                                                               | Janne Ahonen                                                                             | Gregor Schlierenzauer                                                                   |  |
| 6.                                                                            | 14 grudnia 2007                                             | Villach                                                     | Alpenarena                                                  | HS98                                                        | nocny                                                       | Thomas Morgenstern                                                               | Gregor Schlierenzauer                                                                    | Janne Ahonen                                                                            |  |
|                                                                               | 16 grudnia 2007                                             | Kranj                                                       | Bauhenk                                                     | HS109                                                       | [ b ]                                                       | odwołany                                                                         | odwołany                                                                                 | odwołany                                                                                |  |
| 7.                                                                            | 22 grudnia 2007                                             | Engelberg                                                   | Gross-Titlis-Schanze                                        | HS137                                                       | –                                                           | Thomas Morgenstern                                                               | Andreas Kofler                                                                           | Tom Hilde                                                                               |  |
| 8.                                                                            | 23 grudnia 2007                                             | Engelberg                                                   | Gross-Titlis-Schanze                                        | HS137                                                       |                                                             | Andreas Küttel                                                                   | Gregor Schlierenzauer                                                                    | Thomas Morgenstern                                                                      |  |
| 9.                                                                            | 30 grudnia 2007                                             | Oberstdorf                                                  | Schattenbergschanze                                         | HS137                                                       | TCS, nocny                                                  | Thomas Morgenstern                                                               | Gregor Schlierenzauer                                                                    | Janne Ahonen                                                                            |  |
| 10.                                                                           | 1 stycznia 2008                                             | Garmisch-Partenkirchen                                      | Große Olympiaschanze                                        | HS140                                                       | TCS                                                         | Gregor Schlierenzauer                                                            | Janne Ahonen                                                                             | Michael Neumayer                                                                        |  |
|                                                                               | 4 stycznia 2008                                             | Innsbruck                                                   | Bergisel                                                    | HS130                                                       | TCS                                                         | odwołany                                                                         | odwołany                                                                                 | odwołany                                                                                |  |
| 11.                                                                           | 5 stycznia 2008                                             | Bischofshofen                                               | Paul-Ausserleitner-Schanze                                  | HS140                                                       | TCS, nocny                                                  | Janne Ahonen                                                                     | Thomas Morgenstern                                                                       | Simon Ammann                                                                            |  |
| 12.                                                                           | 6 stycznia 2008                                             | Bischofshofen                                               | Paul-Ausserleitner-Schanze                                  | HS140                                                       | TCS, nocny                                                  | Janne Ahonen                                                                     | Anders Bardal                                                                            | Thomas Morgenstern                                                                      |  |
| 56. Turniej Czterech Skoczni – klasyfikacja końcowa                           | 56. Turniej Czterech Skoczni – klasyfikacja końcowa         | 56. Turniej Czterech Skoczni – klasyfikacja końcowa         | 56. Turniej Czterech Skoczni – klasyfikacja końcowa         | 56. Turniej Czterech Skoczni – klasyfikacja końcowa         | 56. Turniej Czterech Skoczni – klasyfikacja końcowa         | Janne Ahonen                                                                     | Thomas Morgenstern                                                                       | Michael Neumayer                                                                        |  |
| 13.                                                                           | 12 stycznia 2008                                            | Predazzo                                                    | Trampolino Dal Ben                                          | HS134                                                       | nocny                                                       | Tom Hilde                                                                        | Sigurd Pettersen                                                                         | Wolfgang Loitzl                                                                         |  |
| 14.                                                                           | 13 stycznia 2008                                            | Predazzo                                                    | Trampolino Dal Ben                                          | HS134                                                       | –                                                           | Tom Hilde                                                                        | Thomas Morgenstern                                                                       | Anders Jacobsen                                                                         |  |
|                                                                               | 19 stycznia 2008                                            | Harrachov                                                   | Čerťák                                                      | HS205                                                       | loty                                                        | odwołany                                                                         | odwołany                                                                                 | odwołany                                                                                |  |
| 15.                                                                           | 20 stycznia 2008                                            | Harrachov                                                   | Čerťák                                                      | HS205                                                       | loty                                                        | Janne Ahonen                                                                     | Tom Hilde                                                                                | Anders Jacobsen                                                                         |  |
|                                                                               | 20 stycznia 2008                                            | Harrachov                                                   | Čerťák                                                      | HS205                                                       | loty                                                        | odwołany                                                                         | odwołany                                                                                 | odwołany                                                                                |  |
| 16.                                                                           | 25 stycznia 2008                                            | Zakopane                                                    | Wielka Krokiew                                              | HS134                                                       | nocny                                                       | Gregor Schlierenzauer                                                            | Anders Jacobsen                                                                          | Thomas Morgenstern                                                                      |  |
|                                                                               | 26 stycznia 2008                                            | Zakopane                                                    | Wielka Krokiew                                              | HS134                                                       | nocny                                                       | odwołany                                                                         | odwołany                                                                                 | odwołany                                                                                |  |
| 17.                                                                           | 27 stycznia 2008                                            | Zakopane                                                    | Wielka Krokiew                                              | HS134                                                       | [ g ]                                                       | Anders Bardal                                                                    | Thomas Morgenstern                                                                       | Simon Ammann                                                                            |  |
| 18.                                                                           | 2 lutego 2008                                               | Sapporo                                                     | Ōkurayama                                                   | HS134                                                       | nocny                                                       | Thomas Morgenstern                                                               | Janne Happonen                                                                           | Martin Koch                                                                             |  |
| 19.                                                                           | 3 lutego 2008                                               | Sapporo                                                     | Ōkurayama                                                   | HS134                                                       | –                                                           | Thomas Morgenstern                                                               | Janne Happonen                                                                           | Anders Bardal                                                                           |  |
| 20.                                                                           | 8 lutego 2008                                               | Liberec                                                     | Ještěd                                                      | HS134                                                       | nocny                                                       | Thomas Morgenstern                                                               | Gregor Schlierenzauer                                                                    | Andreas Küttel                                                                          |  |
| 21.                                                                           | 9 lutego 2008                                               | Liberec                                                     | Ještěd                                                      | HS134                                                       | nocny                                                       | Anders Jacobsen                                                                  | Gregor Schlierenzauer                                                                    | Martin Koch                                                                             |  |
| 22.                                                                           | 16 lutego 2008                                              | Willingen                                                   | Mühlenkopfschanze                                           | HS145                                                       | drużynowy                                                   | Norwegia 1. Bjørn Einar Romøren 2. Anders Bardal 3. Tom Hilde 4. Anders Jacobsen | Finlandia 1. Janne Happonen 2. Harri Olli 3. Matti Hautamäki 4. Janne Ahonen             | Austria 1. Andreas Kofler 2. Martin Koch 3. Gregor Schlierenzauer 4. Thomas Morgenstern |  |
| 23.                                                                           | 17 lutego 2008                                              | Willingen                                                   | Mühlenkopfschanze                                           | HS145                                                       |                                                             | Bjørn Einar Romøren                                                              | Jernej Damjan                                                                            | Anders Bardal                                                                           |  |
|                                                                               |                                                             |                                                             |                                                             |                                                             |                                                             |                                                                                  |                                                                                          |                                                                                         |  |
| Mistrzostwa Świata w Lotach Narciarskich 2008 • Oberstdorf, 22–24 lutego 2008 |                                                             |                                                             |                                                             |                                                             |                                                             |                                                                                  |                                                                                          |                                                                                         |  |
|                                                                               |                                                             |                                                             |                                                             |                                                             |                                                             |                                                                                  |                                                                                          |                                                                                         |  |
|                                                                               | 1 marca 2008                                                | Lahti                                                       | Salpausselkä                                                | HS130                                                       | nocny, druż.                                                | odwołany                                                                         | odwołany                                                                                 | odwołany                                                                                |  |
|                                                                               | 2 marca 2008                                                | Lahti                                                       | Salpausselkä                                                | HS130                                                       | TN                                                          | odwołany                                                                         | odwołany                                                                                 | odwołany                                                                                |  |
| 24.                                                                           | 3 marca 2008                                                | Kuopio                                                      | Puijo                                                       | HS127                                                       | TN, nocny                                                   | Janne Happonen                                                                   | Gregor Schlierenzauer                                                                    | Anders Jacobsen                                                                         |  |
| 25.                                                                           | 4 marca 2008                                                | Kuopio                                                      | Puijo                                                       | HS127                                                       | TN, nocny                                                   | Janne Ahonen                                                                     | Anders Bardal                                                                            | Tom Hilde                                                                               |  |
| 26.                                                                           | 7 marca 2008                                                | Lillehammer                                                 | Lysgårdsbakken                                              | HS138                                                       | TN, nocny                                                   | Gregor Schlierenzauer                                                            | Andreas Küttel                                                                           | Janne Happonen                                                                          |  |
| 27.                                                                           | 9 marca 2008                                                | Oslo                                                        | Holmenkollbakken                                            | HS128                                                       | TN                                                          | Gregor Schlierenzauer                                                            | Tom Hilde                                                                                | Bjørn Einar Romøren                                                                     |  |
| Turniej Nordycki 2008 – klasyfikacja końcowa                                  | Turniej Nordycki 2008 – klasyfikacja końcowa                | Turniej Nordycki 2008 – klasyfikacja końcowa                | Turniej Nordycki 2008 – klasyfikacja końcowa                | Turniej Nordycki 2008 – klasyfikacja końcowa                | Turniej Nordycki 2008 – klasyfikacja końcowa                | Gregor Schlierenzauer                                                            | Tom Hilde                                                                                | Janne Happonen                                                                          |  |
| 28.                                                                           | 14 marca 2008                                               | Planica                                                     | Letalnica                                                   | HS215                                                       | loty                                                        | Gregor Schlierenzauer                                                            | Janne Ahonen                                                                             | Bjørn Einar Romøren                                                                     |  |
| 29.                                                                           | 15 marca 2008                                               | Planica                                                     | Letalnica                                                   | HS215                                                       | loty, druż.                                                 | Norwegia 1. Tom Hilde 2. Anders Jacobsen 3. Anders Bardal 4. Bjørn Einar Romøren | Finlandia 1. Janne Happonen 2. Matti Hautamäki 3. Jussi Hautamäki 4. Janne Ahonen        | Austria 1. Martin Koch 2. Thomas Morgenstern 3. Andreas Kofler 4. Gregor Schlierenzauer |  |
| 30.                                                                           | 16 marca 2008                                               | Planica                                                     | Letalnica                                                   | HS215                                                       | loty                                                        | Gregor Schlierenzauer                                                            | Martin Koch                                                                              | Janne Happonen                                                                          |  |
| Puchar Świata w skokach narciarskich – klasyfikacja końcowa                   | Puchar Świata w skokach narciarskich – klasyfikacja końcowa | Puchar Świata w skokach narciarskich – klasyfikacja końcowa | Puchar Świata w skokach narciarskich – klasyfikacja końcowa | Puchar Świata w skokach narciarskich – klasyfikacja końcowa | Puchar Świata w skokach narciarskich – klasyfikacja końcowa | Thomas Morgenstern                                                               | Gregor Schlierenzauer                                                                    | Janne Ahonen                                                                            |  |

## Statystyki indywidualne
| Zawodnik | Ruka 01.12 | Trondheim 08.12 | Trondheim 09.12 | Villach 13.12 | Villach 14.12 | Engelberg 22.12 | Engelberg 23.12 | Oberstdorf 30.12 | Garmisch-Partenkirchen 01.01 | Bischofshofen 05.01 | Bischofshofen 06.01 | Predazzo 12.01 | Predazzo 13.01 | Harrachov 20.01 | Zakopane 25.01 | Zakopane 27.01 | Sapporo 02.02 | Sapporo 03.02 | Liberec 08.02 | Liberec 09.02 | Willingen 17.02 | Kuopio 03.03 | Kuopio 04.03 | Lillehammer 07.03 | Oslo 09.03 | Planica 14.03 | Planica 16.03 |
| --- | ---------- | --------------- | --------------- | ------------- | ------------- | --------------- | --------------- | ---------------- | ---------------------------- | ------------------- | ------------------- | -------------- | -------------- | --------------- | -------------- | -------------- | ------------- | ------------- | ------------- | ------------- | --------------- | ------------ | ------------ | ----------------- | ---------- | ------------- | ------------- |
| Austria |            |                 |                 |               |               |                 |                 |                  |                              |                     |                     |                |                |                 |                |                |               |               |               |               |                 |              |              |                   |            |               |               |
| Manuel Fettner | –          | –               | –               | –             | –             | 8               | 7               | 44               | 22                           | 17                  | 43                  | –              | –              | –               | –              | –              | 31            | 34            | 19            | 16            | 32              | 17           | 33           | 17                | 21         | –             | 27            |
| Martin Höllwarth | –          | –               | –               | 28            | 18            | –               | –               | –                | –                            | 21                  | 35                  | –              | –              | –               | –              | –              | –             | –             | –             | –             | –               | –            | –            | –                 | –          | –             | –             |
| Mario Innauer | –          | –               | –               | –             | –             | –               | –               | –                | –                            | 20                  | 24                  | –              | –              | –               | –              | –              | –             | –             | –             | –             | –               | –            | –            | –                 | –          | –             | –             |
| Stefan Kaiser | –          | –               | –               | –             | –             | –               | –               | –                | –                            | q                   | 28                  | –              | –              | –               | –              | –              | –             | –             | –             | –             | –               | –            | –            | –                 | –          | –             | –             |
| Bastian Kaltenböck | 47         | 48              | 40              | –             | 34            | –               | –               | –                | –                            | –                   | –                   | –              | –              | –               | –              | –              | 19            | 40            | –             | –             | –               | –            | –            | –                 | –          | –             | –             |
| Martin Koch | 7          | 19              | 37              | dns           | –             | 27              | 8               | 26               | 14                           | 40                  | 15                  | 22             | 11             | 9               | 32             | 15             | 3             | 11            | 11            | 3             | 14              | 24           | 9            | 10                | 15         | 11            | 2             |
| Andreas Kofler | 37         | 13              | 2               | 8             | 7             | 2               | 5               | 43               | 20                           | 31                  | 32                  | 16             | 8              | 11              | 18             | 13             | 12            | 19            | 22            | 21            | 6               | 10           | 14           | 7                 | 8          | 23            | 25            |
| Wolfgang Loitzl | 21         | 6               | 3               | 5             | 4             | 5               | 4               | 6                | 10                           | 8                   | 38                  | 3              | 9              | 13              | 4              | 20             | 7             | 17            | 13            | 14            | 28              | 19           | 22           | 18                | 24         | 25            | 22            |
| Thomas Morgenstern | 1          | 1               | 1               | 1             | 1             | 1               | 3               | 1                | 6                            | 2                   | 3                   | 4              | 2              | 5               | 3              | 2              | 1             | 1             | 1             | 8             | 5               | 12           | 8            | 8                 | 4          | 19            | 17            |
| Roland Müller | –          | –               | –               | –             | –             | –               | –               | –                | –                            | 15                  | dsq                 | –              | –              | 24              | –              | –              | –             | –             | –             | –             | –               | –            | –            | –                 | –          | –             | –             |
| Arthur Pauli | 39         | 17              | 18              | –             | –             | 17              | 28              | 9                | 39                           | 13                  | 14                  | 8              | 18             | q               | 19             | 23             | 24            | 15            | q             | 48            | 16              | 51           | 18           | 30                | 22         | q             | 11            |
| Gregor Schlierenzauer | 4          | 2               | 9               | 3             | 2             | 4               | 2               | 2                | 1                            | 5                   | 42                  | 18             | 6              | –               | 1              | 8              | –             | –             | 2             | 2             | 8               | 2            | 4            | 1                 | 1          | 1             | 1             |
| Balthasar Schneider | –          | –               | –               | –             | –             | –               | –               | –                | –                            | 37                  | 16                  | –              | –              | –               | –              | –              | –             | –             | –             | –             | –               | –            | –            | –                 | –          | –             | –             |
| Stefan Thurnbichler | –          | –               | –               | 38            | 50            | –               | –               | –                | –                            | –                   | –                   | –              | –              | –               | –              | –              | –             | –             | –             | –             | –               | –            | –            | –                 | –          | –             | –             |
| Thomas Thurnbichler | –          | –               | –               | –             | –             | –               | –               | –                | –                            | q                   | 45                  | –              | –              | –               | –              | –              | –             | –             | –             | –             | –               | –            | –            | –                 | –          | –             | –             |
| Andreas Widhölzl | –          | –               | –               | –             | –             | –               | –               | –                | –                            | –                   | –                   | –              | –              | –               | –              | –              | –             | –             | –             | –             | –               | –            | –            | –                 | –          | q             | –             |
| Białoruś |            |                 |                 |               |               |                 |                 |                  |                              |                     |                     |                |                |                 |                |                |               |               |               |               |                 |              |              |                   |            |               |               |
| Maksim Anisimau | q          | –               | –               | q             | 57            | q               | q               | q                | q                            | q                   | q                   | –              | –              | –               | –              | –              | 39            | 47            | q             | q             | q               | q            | q            | q                 | q          | –             | –             |
| Bułgaria |            |                 |                 |               |               |                 |                 |                  |                              |                     |                     |                |                |                 |                |                |               |               |               |               |                 |              |              |                   |            |               |               |
| Petyr Fyrtunow | –          | –               | –               | –             | –             | –               | –               | –                | –                            | –                   | –                   | –              | –              | –               | –              | –              | –             | –             | q             | q             | q               | –            | –            | –                 | –          | –             | –             |
| Czechy |            |                 |                 |               |               |                 |                 |                  |                              |                     |                     |                |                |                 |                |                |               |               |               |               |                 |              |              |                   |            |               |               |
| Martin Cikl | 40         | q               | q               | 21            | 32            | 14              | 9               | 32               | 34                           | 28                  | q                   | 37             | 41             | q               | q              | q              | –             | –             | 37            | q             | –               | –            | –            | –                 | –          | q             | –             |
| Antonín Hájek | q          | q               | q               | –             | –             | 46              | 44              | –                | –                            | –                   | –                   | 19             | q              | 32              | q              | 48             | –             | –             | 30            | 40            | 40              | 43           | 41           | 22                | 35         | 12            | –             |
| Lukáš Hlava | 41         | q               | q               | 39            | 40            | –               | –               | –                | –                            | –                   | –                   | –              | –              | 37              | –              | –              | –             | –             | 36            | 36            | –               | –            | –            | –                 | –          | –             | –             |
| Jakub Janda | –          | –               | –               | –             | –             | –               | –               | 21               | 26                           | 27                  | dsq                 | 34             | 22             | –               | 33             | 30             | –             | –             | q             | 46            | –               | 37           | q            | q                 | q          | –             | –             |
| Roman Koudelka | q          | 12              | 19              | 4             | 4             | 13              | 36              | 16               | 4                            | 30                  | 11                  | q              | 13             | 20              | 12             | 17             | –             | –             | 17            | 7             | 22              | 18           | 10           | 34                | 37         | 31            | 30            |
| Čestmír Kožíšek | –          | –               | –               | –             | –             | –               | –               | –                | –                            | –                   | –                   | –              | –              | –               | –              | –              | –             | –             | q             | –             | –               | –            | –            | –                 | –          | –             | –             |
| Jan Matura | –          | –               | –               | –             | –             | q               | 29              | 48               | 27                           | q                   | 33                  | 43             | 25             | 25              | 37             | 26             | –             | –             | 15            | 41            | q               | q            | 47           | 47                | q          | 32            | –             |
| Jan Mazoch | –          | –               | –               | –             | –             | –               | –               | –                | –                            | –                   | –                   | –              | –              | –               | –              | –              | –             | –             | –             | q             | –               | –            | –            | –                 | –          | –             | –             |
| Jiří Mazoch | –          | –               | –               | –             | –             | –               | –               | –                | –                            | –                   | –                   | –              | –              | –               | –              | –              | –             | –             | 29            | 34            | –               | –            | –            | –                 | –          | –             | –             |
| Borek Sedlák | –          | –               | –               | –             | –             | –               | –               | 42               | 28                           | q                   | q                   | 27             | 29             | 28              | 27             | q              | –             | –             | 35            | 17            | q               | q            | q            | 40                | q          | 26            | –             |
| Ondřej Vaculík | –          | –               | –               | –             | –             | –               | –               | –                | –                            | –                   | –                   | –              | –              | –               | –              | –              | –             | –             | 43            | 32            | –               | –            | –            | –                 | –          | –             | –             |
| Estonia |            |                 |                 |               |               |                 |                 |                  |                              |                     |                     |                |                |                 |                |                |               |               |               |               |                 |              |              |                   |            |               |               |
| Illimar Pärn | dsq        | –               | –               | –             | –             | –               | –               | q                | q                            | q                   | q                   | –              | –              | –               | –              | –              | –             | –             | –             | –             | –               | –            | –            | –                 | –          | –             | –             |
| Mats Piho | dns        | –               | –               | –             | –             | –               | –               | –                | –                            | –                   | –                   | –              | –              | –               | –              | –              | –             | –             | –             | –             | –               | –            | –            | –                 | –          | –             | –             |
| Jens Salumäe | q          | –               | –               | –             | –             | –               | –               | dns              | –                            | –                   | –                   | q              | q              | –               | –              | –              | –             | –             | –             | –             | –               | q            | q            | –                 | –          | –             | –             |
| Siim-Tanel Sammelselg | dns        | –               | –               | –             | –             | –               | –               | –                | –                            | –                   | –                   | –              | –              | –               | –              | –              | –             | –             | –             | –             | –               | –            | –            | –                 | –          | –             | –             |
| Finlandia |            |                 |                 |               |               |                 |                 |                  |                              |                     |                     |                |                |                 |                |                |               |               |               |               |                 |              |              |                   |            |               |               |
| Janne Ahonen | 14         | 4               | 7               | 2             | 3             | 16              | 15              | 3                | 2                            | 1                   | 1                   | 5              | 4              | 1               | 13             | 16             | –             | –             | 4             | 5             | 9               | 9            | 1            | 4                 | 14         | 2             | 5             |
| Janne Happonen | 29         | 41              | q               | 14            | 25            | –               | –               | 12               | 18                           | 14                  | 12                  | 25             | 23             | 7               | 10             | 27             | 2             | 2             | 10            | 12            | 13              | 1            | 5            | 3                 | 5          | 7             | 3             |
| Jussi Hautamäki | q          | –               | –               | –             | –             | –               | –               | –                | –                            | –                   | –                   | –              | 45             | –               | 41             | 42             | –             | –             | –             | –             | –               | 39           | 26           | 27                | 28         | 37            | –             |
| Matti Hautamäki | 5          | 14              | 10              | 31            | 15            | 17              | 21              | 19               | 17                           | 29                  | 19                  | 45             | 30             | 38              | –              | –              | –             | –             | 21            | 30            | 24              | 25           | 19           | 16                | 29         | 8             | 14            |
| Mika Kauhanen | –          | –               | –               | –             | –             | –               | –               | –                | –                            | –                   | –                   | –              | –              | –               | –              | –              | –             | –             | –             | –             | –               | dsq          | –            | –                 | –          | –             | –             |
| Kalle Keituri | 9          | 44              | 45              | q             | 34            | –               | –               | –                | –                            | –                   | –                   | –              | –              | –               | –              | –              | –             | –             | –             | –             | –               | q            | –            | –                 | –          | –             | –             |
| Tami Kiuru | –          | –               | –               | –             | –             | –               | –               | –                | –                            | –                   | –                   | –              | –              | –               | –              | –              | –             | –             | –             | –             | –               | 44           | 39           | q                 | q          | –             | –             |
| Kai Kovaljeff | q          | –               | –               | –             | –             | –               | –               | –                | –                            | –                   | –                   | –              | –              | –               | –              | –              | –             | –             | –             | –             | –               | –            | –            | –                 | –          | –             | –             |
| Arttu Lappi | 27         | q               | q               | 30            | 53            | –               | –               | 15               | 40                           | q                   | 29                  | 39             | 38             | –               | –              | –              | q             | 27            | –             | –             | 50              | q            | –            | –                 | –          | –             | –             |
| Ville Larinto | 36         | –               | –               | –             | –             | 48              | 41              | 29               | q                            | –                   | –                   | –              | –              | –               | –              | –              | –             | –             | –             | –             | –               | –            | –            | –                 | –          | –             | –             |
| Veli-Matti Lindström | 46         | –               | –               | –             | –             | 25              | 22              | 28               | 42                           | 46                  | q                   | q              | 39             | –               | q              | 46             | –             | –             | –             | –             | q               | q            | –            | –                 | –          | –             | –             |
| Sami Niemi | 35         | –               | –               | –             | –             | 44              | 40              | –                | –                            | q                   | 27                  | 28             | 28             | –               | 49             | 33             | –             | –             | 50            | q             | –               | q            | –            | –                 | –          | –             | –             |
| Harri Olli | 13         | q               | 36              | 13            | 49            | 49              | q               | –                | –                            | –                   | –                   | –              | –              | –               | 5              | 8              | 6             | 48            | 28            | 42            | 4               | –            | –            | –                 | –          | –             | –             |
| Olli Pekkala | –          | –               | –               | –             | –             | –               | –               | –                | –                            | –                   | –                   | –              | –              | q               | –              | –              | –             | –             | –             | –             | –               | –            | –            | –                 | –          | –             | –             |
| Juha-Matti Ruuskanen | 31         | –               | –               | –             | –             | –               | –               | –                | –                            | –                   | –                   | –              | –              | –               | –              | –              | –             | –             | –             | –             | –               | q            | –            | –                 | –          | q             | –             |
| Kimmo Yliriesto | –          | –               | –               | –             | –             | –               | –               | –                | –                            | –                   | –                   | –              | –              | q               | –              | –              | –             | –             | –             | –             | –               | –            | –            | –                 | –          | –             | –             |
| Francja |            |                 |                 |               |               |                 |                 |                  |                              |                     |                     |                |                |                 |                |                |               |               |               |               |                 |              |              |                   |            |               |               |
| Emmanuel Chedal | dsq        | 23              | 15              | 17            | 10            | 42              | 38              | 35               | 34                           | 22                  | 47                  | 13             | 11             | 21              | 30             | 43             | 34            | 23            | 20            | 25            | 17              | 16           | 16           | 20                | 25         | 34            | 13            |
| Vincent Descombes Sevoie | 33         | 31              | 40              | 41            | 30            | 39              | 50              | 37               | q                            | q                   | q                   | q              | 26             | –               | 46             | 44             | 27            | 32            | 38            | 49            | q               | 35           | 23           | q                 | q          | q             | –             |
| David Lazzaroni | 32         | 29              | 36              | 24            | 60            | 11              | 26              | q                | 21                           | 26                  | 49                  | 11             | 16             | 6               | 23             | –              | –             | –             | 18            | 29            | 38              | q            | 31           | 12                | 7          | 17            | 19            |
| Nicolas Mayer | 48         | –               | –               | –             | –             | –               | –               | –                | –                            | –                   | –                   | –              | –              | –               | –              | –              | –             | –             | –             | –             | –               | –            | –            | –                 | –          | –             | –             |
| Pierre Emmanuel Robe | –          | –               | –               | –             | –             | –               | –               | –                | –                            | –                   | –                   | –              | –              | –               | –              | –              | –             | –             | –             | –             | q               | q            | q            | q                 | q          | q             | –             |
| Japonia |            |                 |                 |               |               |                 |                 |                  |                              |                     |                     |                |                |                 |                |                |               |               |               |               |                 |              |              |                   |            |               |               |
| Akira Higashi | –          | –               | –               | –             | –             | –               | –               | –                | –                            | –                   | –                   | –              | –              | –               | q              | q              | 35            | 24            | –             | –             | –               | –            | –            | –                 | –          | –             | –             |
| Shūsaku Hosoyama | –          | –               | –               | –             | –             | –               | –               | –                | –                            | –                   | –                   | –              | –              | –               | 44             | dns            | –             | 43            | –             | –             | –               | –            | –            | –                 | –          | –             | –             |
| Daiki Itō | q          | 16              | 16              | 16            | 13            | –               | –               | q                | 44                           | 34                  | q                   | –              | –              | –               | –              | –              | 16            | 25            | –             | –             | 20              | 26           | 43           | 21                | 33         | 21            | 20            |
| Kenshirō Itō | –          | –               | –               | –             | –             | –               | –               | –                | –                            | –                   | –                   | –              | –              | –               | –              | –              | –             | 33            | –             | –             | –               | –            | –            | –                 | –          | –             | –             |
| Noriaki Kasai | 11         | 15              | 17              | 26            | 11            | –               | –               | q                | 25                           | 39                  | 30                  | q              | q              | –               | –              | –              | 25            | 42            | 25            | 19            | 34              | 27           | 35           | 35                | 27         | q             | 32            |
| Takanobu Okabe | 43         | q               | 49              | q             | 55            | –               | –               | –                | –                            | –                   | –                   | –              | –              | –               | –              | –              | 28            | 18            | 47            | q             | 43              | –            | –            | –                 | –          | –             | –             |
| Yukio Sakano | –          | –               | –               | –             | –             | –               | –               | –                | –                            | –                   | –                   | –              | –              | –               | –              | –              | 46            | –             | –             | –             | –               | –            | –            | –                 | –          | –             | –             |
| Tarō Takayanagi | –          | –               | –               | –             | –             | –               | –               | –                | –                            | –                   | –                   | –              | –              | –               | –              | –              | 43            | 49            | –             | –             | –               | –            | –            | –                 | –          | –             | –             |
| Taku Takeuchi | 42         | 33              | 20              | 17            | 40            | –               | –               | 46               | 29                           | 18                  | 17                  | 12             | q              | –               | –              | –              | 8             | 9             | 42            | 27            | 33              | 42           | 24           | 24                | 23         | 22            | 23            |
| Shōta Tanaka | –          | –               | –               | –             | –             | –               | –               | –                | –                            | –                   | –                   | –              | –              | –               | q              | q              | 50            | –             | –             | –             | –               | –            | –            | –                 | –          | –             | –             |
| Shōhei Tochimoto | q          | 39              | 42              | 26            | 27            | –               | –               | 25               | 49                           | 32                  | 21                  | 28             | 33             | –               | –              | –              | 20            | 50            | 25            | 20            | 19              | 29           | 20           | 25                | 12         | q             | –             |
| Yūta Watase | –          | –               | –               | –             | –             | –               | –               | –                | –                            | –                   | –                   | –              | –              | –               | 36             | q              | 44            | 44            | q             | 28            | 45              | –            | –            | –                 | –          | –             | –             |
| Kazuya Yoshioka | –          | –               | –               | –             | –             | –               | –               | –                | –                            | –                   | –                   | –              | –              | –               | –              | –              | 33            | 37            | –             | –             | –               | –            | –            | –                 | –          | –             | –             |
| Fumihisa Yumoto | 30         | 46              | 44              | q             | 47            | –               | –               | q                | –                            | q                   | 31                  | 48             | 36             | –               | –              | –              | 23            | 22            | –             | –             | –               | 36           | 45           | 43                | q          | –             | –             |
| Kanada |            |                 |                 |               |               |                 |                 |                  |                              |                     |                     |                |                |                 |                |                |               |               |               |               |                 |              |              |                   |            |               |               |
| Gregory Baxter | –          | –               | –               | –             | –             | –               | –               | –                | –                            | –                   | –                   | –              | –              | –               | q              | q              | –             | –             | q             | q             | –               | –            | –            | q                 | q          | –             | –             |
| Stefan Read | –          | –               | –               | –             | –             | –               | –               | –                | –                            | –                   | –                   | –              | –              | –               | q              | q              | –             | –             | q             | q             | –               | –            | –            | q                 | q          | –             | –             |
| Kazachstan |            |                 |                 |               |               |                 |                 |                  |                              |                     |                     |                |                |                 |                |                |               |               |               |               |                 |              |              |                   |            |               |               |
| Iwan Karaułow | –          | –               | –               | –             | –             | –               | –               | –                | –                            | –                   | –                   | –              | –              | –               | –              | q              | –             | –             | –             | –             | –               | –            | –            | –                 | –          | –             | –             |
| Nikołaj Karpienko | 37         | 28              | 30              | 24            | 33            | 24              | 31              | 45               | q                            | 47                  | q                   | 41             | q              | –               | q              | 40             | –             | –             | q             | 44            | q               | 46           | 41           | 48                | 49         | q             | –             |
| Aleksiej Korolow | q          | –               | q               | q             | –             | –               | –               | q                | –                            | q                   | –                   | q              | –              | –               | q              | –              | –             | –             | q             | q             | q               | q            | q            | q                 | q          | q             | –             |
| Asan Tachtachunow | q          | q               | –               | –             | 46            | q               | q               | –                | q                            | –                   | q                   | –              | q              | –               | –              | –              | –             | –             | –             | –             | q               | –            | –            | –                 | –          | –             | –             |
| Radik Żaparow | q          | q               | q               | q             | 29            | q               | 38              | 47               | 50                           | q                   | q                   | q              | q              | –               | –              | 48             | 47            | –             | q             | 50            | q               | 13           | 34           | 28                | 20         | q             | –             |
| Korea Południowa |            |                 |                 |               |               |                 |                 |                  |                              |                     |                     |                |                |                 |                |                |               |               |               |               |                 |              |              |                   |            |               |               |
| Choi Heung-chul | –          | –               | –               | 41            | 30            | 30              | 32              | 34               | q                            | –                   | –                   | –              | –              | –               | q              | 32             | 30            | 29            | –             | –             | q               | q            | q            | q                 | 45         | 30            | –             |
| Choi Yong-jik | –          | –               | –               | 44            | 50            | 34              | 45              | q                | q                            | –                   | –                   | –              | –              | –               | q              | q              | 48            | q             | –             | –             | q               | –            | –            | –                 | –          | –             | –             |
| Kang Chil-ku | –          | –               | –               | –             | 54            | –               | –               | –                | –                            | –                   | –                   | –              | –              | –               | –              | –              | –             | –             | –             | –             | –               | –            | –            | –                 | –          | –             | –             |
| Kim Hyun-ki | –          | –               | –               | –             | –             | 37              | q               | –                | –                            | –                   | –                   | –              | –              | –               | –              | –              | –             | –             | –             | –             | 48              | q            | 50           | q                 | q          | q             | –             |
| Niemcy |            |                 |                 |               |               |                 |                 |                  |                              |                     |                     |                |                |                 |                |                |               |               |               |               |                 |              |              |                   |            |               |               |
| Tobias Bogner | –          | –               | –               | –             | –             | –               | –               | –                | –                            | –                   | –                   | –              | –              | –               | –              | –              | –             | –             | 33            | 45            | –               | –            | –            | –                 | –          | –             | –             |
| Severin Freund | –          | –               | –               | –             | –             | 50              | 49              | 30               | –                            | q                   | 20                  | q              | q              | –               | –              | –              | –             | –             | –             | –             | –               | –            | –            | –                 | –          | –             | –             |
| Stephan Hocke | q          | 42              | 32              | 22            | 16            | 36              | 42              | 40               | 32                           | –                   | –                   | –              | –              | –               | 20             | 28             | 39            | 31            | –             | –             | q               | –            | –            | –                 | –          | –             | –             |
| Kevin Horlacher | –          | –               | –               | –             | –             | –               | –               | q                | q                            | –                   | –                   | –              | –              | –               | q              | 38             | –             | –             | 48            | q             | –               | –            | –            | –                 | –          | –             | –             |
| Julian Musiol | –          | –               | –               | –             | –             | –               | –               | 49               | q                            | –                   | –                   | –              | –              | –               | –              | –              | –             | –             | –             | –             | –               | –            | –            | –                 | –          | –             | –             |
| Michael Neumayer | 9          | 11              | 33              | 11            | 19            | 6               | 16              | 7                | 3                            | 7                   | 10                  | 33             | 31             | 8               | 24             | 12             | 17            | 6             | –             | –             | 27              | 11           | 17           | 19                | 17         | 19            | 21            |
| Jörg Ritzerfeld | –          | –               | –               | 41            | 56            | –               | –               | q                | q                            | –                   | –                   | –              | –              | –               | –              | –              | –             | –             | 49            | q             | –               | 28           | 28           | –                 | –          | –             | –             |
| Martin Schmitt | 28         | q               | 29              | –             | –             | –               | –               | 11               | 19                           | 11                  | 4                   | 14             | 15             | 26              | 17             | q              | 22            | 39            | –             | –             | 37              | 31           | 6            | 50                | 16         | 16            | 10            |
| Felix Schoft | –          | –               | –               | –             | –             | –               | –               | q                | 48                           | q                   | 44                  | q              | 31             | –               | –              | –              | –             | –             | –             | –             | –               | –            | –            | –                 | –          | –             | –             |
| Erik Simon | –          | –               | –               | –             | –             | 45              | 48              | q                | q                            | –                   | –                   | –              | –              | q               | –              | –              | –             | q             | –             | 37            | –               | –            | –            | –                 | –          | –             | –             |
| Georg Späth | 45         | 22              | 26              | –             | –             | 33              | 12              | 27               | 30                           | 35                  | 22                  | q              | 43             | –               | –              | –              | –             | –             | 23            | 18            | 35              | 14           | 27           | 32                | 18         | q             | –             |
| Michael Uhrmann | 25         | 21              | 38              | –             | –             | 20              | 6               | 35               | 38                           | 44                  | q                   | –              | –              | 29              | 16             | 18             | 32            | 38            | –             | –             | 23              | 30           | 29           | 14                | 10         | 14            | 16            |
| Christian Ulmer | q          | q               | q               | –             | –             | –               | –               | –                | q                            | –                   | –                   | –              | –              | 33              | q              | q              | –             | –             | –             | –             | –               | –            | –            | –                 | –          | –             | –             |
| Andreas Wank | –          | –               | –               | –             | –             | –               | –               | q                | q                            | –                   | –                   | 20             | 48             | –               | –              | –              | –             | –             | –             | –             | –               | –            | –            | 46                | 43         | –             | –             |
| Norwegia |            |                 |                 |               |               |                 |                 |                  |                              |                     |                     |                |                |                 |                |                |               |               |               |               |                 |              |              |                   |            |               |               |
| Jon Aaraas | –          | 38              | 31              | –             | –             | –               | –               | –                | –                            | –                   | –                   | 24             | 24             | 29              | q              | 19             | –             | –             | 31            | 38            | –               | –            | –            | –                 | –          | –             | –             |
| Anders Bardal | 20         | 10              | 12              | 23            | 12            | 15              | 20              | 18               | 11                           | 19                  | 2                   | 9              | 7              | 16              | 7              | 1              | 10            | 3             | 5             | 15            | 3               | 6            | 2            | 6                 | 9          | 5             | 6             |
| Lars Bystøl | –          | 26              | 20              | –             | –             | –               | –               | –                | –                            | –                   | –                   | –              | –              | –               | –              | –              | –             | –             | –             | –             | –               | 14           | 7            | 9                 | 36         | –             | –             |
| Kim René Elverum Sorsell | –          | 43              | 43              | –             | –             | –               | –               | –                | –                            | –                   | –                   | –              | –              | –               | 47             | q              | –             | –             | –             | –             | –               | –            | –            | 45                | 50         | –             | –             |
| Kenneth Gangnes | –          | –               | –               | –             | –             | –               | –               | –                | –                            | –                   | –                   | –              | –              | –               | –              | –              | –             | –             | –             | –             | –               | –            | –            | 37                | 48         | –             | –             |
| Anders Jacobsen | 6          | –               | –               | –             | –             | 38              | 10              | 8                | 16                           | 23                  | 8                   | 21             | 3              | 3               | 2              | 6              | 4             | 16            | 16            | 1             | 10              | 3            | 15           | 13                | 6          | 4             | 8             |
| Tom Hilde | 3          | 3               | 6               | 7             | 34            | 3               | 11              | 4                | 8                            | 6                   | 34                  | 1              | 1              | 2               | 6              | 7              | 5             | 12            | 8             | 11            | 7               | 4            | 3            | 5                 | 2          | 6             | 7             |
| Eirik Kjelstrup | –          | –               | 50              | –             | –             | –               | –               | –                | –                            | –                   | –                   | –              | –              | –               | –              | –              | –             | –             | –             | –             | –               | –            | –            | –                 | –          | –             | –             |
| Roar Ljøkelsøy | 18         | 30              | 23              | –             | –             | 29              | 34              | 20               | 32                           | 35                  | 50                  | 10             | q              | 35              | –              | –              | 21            | 14            | –             | –             | 21              | 47           | q            | –                 | –          | 40            | –             |
| Thomas Lobben | –          | 49              | 46              | –             | –             | –               | –               | –                | –                            | –                   | –                   | –              | –              | –               | –              | –              | –             | –             | –             | –             | –               | –            | –            | –                 | –          | –             | –             |
| Sigurd Pettersen | 26         | 37              | 26              | –             | dns           | 22              | 24              | 32               | 41                           | 12                  | q                   | 2              | 50             | –               | –              | –              | –             | –             | 46            | 35            | 31              | 34           | q            | –                 | –          | –             | –             |
| Bjørn Einar Romøren | 2          | 20              | 4               | 9             | 8             | 21              | 35              | 39               | 12                           | 24                  | 13                  | 31             | q              | 18              | 15             | 14             | 15            | 4             | 9             | 22            | 1               | 8            | 11           | 29                | 3          | 3             | 33            |
| Henning Stensrud | –          | 24              | 22              | 32            | 28            | –               | –               | –                | –                            | –                   | –                   | –              | –              | –               | –              | –              | –             | –             | –             | –             | –               | –            | –            | –                 | –          | 15            | –             |
| Andreas Vilberg | –          | 18              | 25              | –             | –             | –               | –               | 31               | 34                           | q                   | q                   | –              | –              | –               | 26             | 29             | –             | –             | –             | –             | –               | –            | –            | –                 | –          | –             | –             |
| Polska |            |                 |                 |               |               |                 |                 |                  |                              |                     |                     |                |                |                 |                |                |               |               |               |               |                 |              |              |                   |            |               |               |
| Marcin Bachleda | –          | 35              | q               | q             | 39            | –               | –               | q                | 31                           | q                   | 46                  | 42             | q              | –               | 33             | q              | 47            | 26            | –             | –             | –               | –            | –            | –                 | –          | –             | –             |
| Stefan Hula | –          | –               | –               | –             | –             | –               | –               | –                | –                            | –                   | –                   | –              | –              | 39              | 24             | 35             | 29            | 30            | 39            | 32            | 51              | –            | –            | –                 | –          | –             | –             |
| Maciej Kot | q          | q               | q               | 35            | 52            | q               | 43              | 38               | q                            | 41                  | q                   | –              | –              | –               | q              | 41             | –             | –             | 44            | 31            | 36              | 50           | 48           | q                 | q          | –             | –             |
| Dawid Kubacki | –          | –               | –               | –             | –             | –               | –               | –                | –                            | –                   | –                   | –              | –              | –               | q              | q              | –             | –             | –             | –             | –               | –            | –            | –                 | –          | –             | –             |
| Adam Małysz | 16         | 7               | 8               | 10            | 9             | 10              | 13              | 17               | 5                            | 9                   | 6                   | 46             | 40             | 36              | 11             | 4              | –             | –             | 7             | 9             | 11              | 7            | 12           | 11                | 11         | 9             | 12            |
| Robert Mateja | –          | –               | –               | –             | –             | –               | –               | –                | –                            | –                   | –                   | –              | –              | q               | –              | q              | –             | –             | –             | –             | –               | –            | –            | –                 | –          | –             | –             |
| Krzysztof Miętus | –          | –               | –               | –             | –             | –               | –               | –                | –                            | –                   | –                   | 44             | 47             | –               | q              | q              | –             | –             | –             | –             | –               | –            | –            | –                 | –          | –             | –             |
| Klemens Murańka | –          | –               | –               | –             | –             | –               | –               | –                | –                            | –                   | –                   | –              | –              | –               | q              | –              | –             | –             | –             | –             | –               | –            | –            | –                 | –          | –             | –             |
| Łukasz Rutkowski | –          | –               | –               | –             | –             | –               | –               | –                | –                            | –                   | –                   | –              | –              | –               | 38             | q              | –             | –             | –             | –             | –               | –            | –            | –                 | –          | –             | –             |
| Kamil Stoch | q          | 34              | 35              | 34            | 34            | 41              | 18              | 22               | 23                           | 25                  | 35                  | 6              | 19             | 12              | 21             | 25             | 44            | 20            | q             | 24            | q               | 23           | 32           | 35                | 30         | 29            | 29            |
| Piotr Żyła | 44         | –               | –               | –             | –             | 47              | q               | –                | –                            | –                   | –                   | –              | –              | –               | q              | q              | 38            | 45            | –             | –             | –               | 49           | 49           | q                 | 45         | 39            | –             |
| Rosja |            |                 |                 |               |               |                 |                 |                  |                              |                     |                     |                |                |                 |                |                |               |               |               |               |                 |              |              |                   |            |               |               |
| Dmitrij Ipatow | q          | q               | q               | 37            | 59            | q               | q               | q                | 45                           | 42                  | 39                  | q              | 46             | 15              | q              | 45             | 41            | 41            | q             | 47            | 39              | –            | –            | –                 | –          | –             | –             |
| Pawieł Karielin | 15         | 25              | 28              | 48            | 40            | 19              | 23              | dsq              | 42                           | 43                  | 9                   | 32             | 27             | dsq             | 14             | 31             | 41            | 13            | –             | –             | 18              | –            | –            | –                 | –          | –             | –             |
| Dienis Korniłow | 17         | q               | 13              | 20            | 13            | 25              | 30              | q                | 24                           | 15                  | 5                   | 50             | 36             | 22              | 28             | 37             | 13            | 5             | –             | –             | 29              | –            | –            | 26                | 26         | q             | 14            |
| Ilja Roslakow | –          | –               | –               | –             | –             | –               | –               | 23               | q                            | 48                  | q                   | 49             | 44             | 31              | 45             | dns            | –             | –             | 24            | q             | 25              | –            | –            | q                 | 31         | q             | –             |
| Dmitrij Wasiljew | 12         | –               | dns             | dns           | –             | 23              | 19              | 13               | 13                           | 4                   | 7                   | 36             | 14             | 4               | 31             | 10             | 18            | 28            | –             | –             | 26              | –            | –            | 42                | 41         | q             | 26            |
| Słowacja |            |                 |                 |               |               |                 |                 |                  |                              |                     |                     |                |                |                 |                |                |               |               |               |               |                 |              |              |                   |            |               |               |
| Martin Mesík | –          | –               | –               | q             | 40            | q               | q               | q                | q                            | q                   | q                   | q              | 49             | –               | q              | q              | –             | –             | q             | q             | 49              | –            | –            | q                 | q          | q             | –             |
| Słowenia |            |                 |                 |               |               |                 |                 |                  |                              |                     |                     |                |                |                 |                |                |               |               |               |               |                 |              |              |                   |            |               |               |
| Jure Bogataj | –          | –               | –               | –             | –             | –               | –               | –                | –                            | –                   | –                   | 15             | 42             | –               | dsq            | 34             | 49            | 46            | 33            | 38            | –               | –            | –            | –                 | –          | 38            | –             |
| Jernej Damjan | 22         | 5               | 5               | 5             | 17            | 9               | 14              | 14               | 15                           | 32                  | 18                  | 35             | 5              | 10              | 21             | 11             | –             | –             | 6             | 10            | 2               | 40           | 40           | 23                | 34         | 27            | 24            |
| Matic Kramaršič | q          | q               | q               | –             | –             | –               | –               | –                | –                            | –                   | –                   | –              | –              | –               | –              | –              | –             | –             | –             | –             | –               | –            | –            | –                 | –          | –             | –             |
| Robert Kranjec | 24         | 39              | 34              | 35            | 20            | 32              | q               | 24               | q                            | 38                  | 23                  | 17             | 45             | 23              | 39             | 21             | 14            | 8             | 14            | 13            | 42              | 20           | 25           | 31                | 32         | 18            | 4             |
| Rok Mandl | –          | –               | –               | –             | –             | –               | –               | –                | –                            | –                   | –                   | –              | –              | –               | –              | –              | –             | –             | –             | –             | –               | –            | –            | –                 | –          | q             | –             |
| Mitja Mežnar | –          | –               | –               | –             | –             | 43              | 46              | –                | –                            | –                   | –                   | –              | –              | –               | –              | –              | –             | –             | –             | –             | –               | –            | –            | –                 | –          | q             | –             |
| Primož Peterka | 23         | 32              | 39              | 40            | 22            | 28              | 27              | dsq              | q                            | q                   | q                   | 28             | 34             | –               | 29             | 22             | 26            | 21            | 32            | 23            | q               | 20           | 38           | 41                | 38         | q             | –             |
| Primož Pikl | 49         | 45              | 48              | 29            | 61            | –               | –               | q                | q                            | –                   | –                   | –              | –              | –               | –              | –              | –             | –             | –             | –             | –               | –            | –            | –                 | –          | 28            | 31            |
| Jurij Tepeš | q          | q               | q               | 45            | 24            | 35              | 37              | –                | –                            | 50                  | q                   | –              | –              | 27              | –              | –              | 37            | 35            | –             | –             | –               | 45           | q            | –                 | –          | 24            | 28            |
| Jure Šinkovec | –          | –               | –               | –             | –             | –               | –               | –                | –                            | –                   | –                   | –              | –              | –               | –              | –              | –             | –             | –             | –             | 40              | –            | –            | 37                | 39         | q             | –             |
| Rok Urbanc | –          | –               | –               | –             | –             | –               | –               | –                | –                            | –                   | –                   | –              | –              | –               | –              | –              | –             | –             | –             | –             | –               | –            | –            | –                 | –          | q             | –             |
| Stany Zjednoczone |            |                 |                 |               |               |                 |                 |                  |                              |                     |                     |                |                |                 |                |                |               |               |               |               |                 |              |              |                   |            |               |               |
| Anders Johnson | –          | –               | –               | –             | –             | –               | –               | –                | –                            | –                   | –                   | –              | –              | –               | q              | q              | –             | –             | q             | q             | –               | –            | –            | –                 | –          | –             | –             |
| Szwajcaria |            |                 |                 |               |               |                 |                 |                  |                              |                     |                     |                |                |                 |                |                |               |               |               |               |                 |              |              |                   |            |               |               |
| Simon Ammann | 8          | 8               | 11              | 15            | 6             | 12              | 24              | 5                | 9                            | 3                   | 35                  | 26             | 10             | 14              | 8              | 3              | 11            | 10            | 12            | 4             | 11              | 5            | 13           | 33                | 13         | 13            | 9             |
| Antoine Guignard | –          | –               | –               | –             | –             | q               | q               | –                | –                            | –                   | –                   | 40             | q              | –               | –              | –              | –             | –             | –             | –             | 44              | –            | –            | –                 | –          | –             | –             |
| Andreas Küttel | 19         | 9               | 14              | 12            | 21            | 7               | 1               | 10               | 7                            | 9                   | 25                  | 7              | 20             | 17              | 9              | 5              | 9             | 7             | 3             | 6             | 15              | 22           | 21           | 2                 | 40         | 10            | 18            |
| Guido Landert | q          | 27              | 24              | 33            | 25            | 31              | 32              | q                | 46                           | 49                  | 40                  | 38             | 34             | 19              | 43             | 36             | 36            | 36            | –             | –             | 30              | –            | –            | 15                | 47         | 33            | –             |
| Michael Möllinger | 34         | 47              | q               | q             | –             | –               | –               | –                | –                            | –                   | –                   | –              | –              | –               | –              | –              | –             | –             | –             | –             | –               | –            | –            | –                 | –          | –             | –             |
| Szwecja |            |                 |                 |               |               |                 |                 |                  |                              |                     |                     |                |                |                 |                |                |               |               |               |               |                 |              |              |                   |            |               |               |
| Andreas Arén | q          | q               | 47              | q             | 23            | q               | q               | q                | q                            | q                   | q                   | –              | –              | 34              | q              | q              | –             | –             | 45            | q             | q               | 40           | 46           | 49                | 42         | 35            | –             |
| Johan Erikson | –          | –               | –               | –             | –             | –               | –               | q                | q                            | q                   | 48                  | –              | –              | dns             | q              | q              | –             | –             | q             | q             | 46              | 32           | 30           | 37                | 44         | 36            | –             |
| Isak Grimholm | q          | q               | q               | q             | 45            | q               | q               | –                | –                            | –                   | –                   | –              | –              | –               | –              | –              | –             | –             | –             | –             | –               | –            | –            | –                 | –          | q             | –             |
| Carl Nordin | –          | –               | –               | –             | –             | –               | –               | –                | –                            | –                   | –                   | –              | –              | –               | –              | –              | –             | –             | –             | –             | –               | –            | –            | –                 | –          | q             | –             |
| Ukraina |            |                 |                 |               |               |                 |                 |                  |                              |                     |                     |                |                |                 |                |                |               |               |               |               |                 |              |              |                   |            |               |               |
| Wołodymyr Boszczuk | q          | –               | –               | 47            | –             | q               | –               | –                | 47                           | –                   | –                   | 47             | q              | q               | 40             | 39             | –             | –             | 40            | 43            | q               | 38           | 43           | –                 | –          | –             | –             |
| Ołeksandr Łazarowycz | 50         | –               | –               | –             | 44            | q               | 47              | dsq              | –                            | –                   | –                   | q              | –              | –               | 42             | q              | –             | –             | 40            | q             | 47              | 48           | 37           | –                 | –          | –             | –             |
| Witalij Szumbareć | q          | –               | –               | 46            | 58            | –               | q               | q                | q                            | –                   | –                   | –              | q              | q               | –              | –              | –             | –             | –             | –             | q               | –            | –            | –                 | –          | –             | –             |
| Włochy |            |                 |                 |               |               |                 |                 |                  |                              |                     |                     |                |                |                 |                |                |               |               |               |               |                 |              |              |                   |            |               |               |
| Sebastian Colloredo | –          | q               | q               | 19            | 34            | 40              | 17              | q                | 37                           | 45                  | 41                  | 23             | 17             | q               | 35             | 24             | –             | –             | 27            | 26            | q               | 33           | 36           | 44                | 19         | q             | –             |
| Andrea Morassi | –          | q               | q               | 49            | 48            | q               | q               | 41               | q                            | q                   | 26                  | q              | 21             | 40              | q              | q              | –             | –             | q             | q             | –               | –            | –            | q                 | q          | –             | –             |
| Legenda |            |                 |                 |               |               |                 |                 |                  |                              |                     |                     |                |                |                 |                |                |               |               |               |               |                 |              |              |                   |            |               |               |
| 1–3 4–30 poniżej 30 q – Zawodnik nie zakwalifikował się dsq – Zawodnik zdyskwalifikowany w konkursie dns – Zawodnik zakwalifikowany nie wystartował w konkursie - – Zawodnik niezgłoszony do konkursu |            |                 |                 |               |               |                 |                 |                  |                              |                     |                     |                |                |                 |                |                |               |               |               |               |                 |              |              |                   |            |               |               |

## Klasyfikacja generalna Pucharu Świata
Klasyfikacja końcowa (po 27 / 27 konkursach)
| Miejsce | Zawodnik                 | Występy | Punkty | Strata do lidera |
| ------- | ------------------------ | ------- | ------ | ---------------- |
| 1.      | Thomas Morgenstern       | 27      | 1794   | 0                |
| 2.      | Gregor Schlierenzauer    | 24      | 1561   | -233             |
| 3.      | Janne Ahonen             | 25      | 1291   | -503             |
| 4.      | Tom Hilde                | 27      | 1228   | -566             |
| 5.      | Anders Bardal            | 27      | 942    | -852             |
| 6.      | Anders Jacobsen          | 24      | 827    | -967             |
| 7.      | Andreas Küttel           | 27      | 778    | -1016            |
| 8.      | Janne Happonen           | 24      | 755    | -1139            |
| 9.      | Simon Ammann             | 27      | 728    | -1066            |
| 10.     | Wolfgang Loitzl          | 27      | 715    | -1079            |
| 11.     | Bjørn Einar Romøren      | 26      | 690    | -1104            |
| 12.     | Adam Małysz              | 25      | 632    | -1162            |
| 13.     | Andreas Kofler           | 27      | 627    | -1167            |
| 14.     | Martin Koch              | 25      | 569    | -1225            |
| 15.     | Jernej Damjan            | 25      | 522    | -1272            |
| 16.     | Michael Neumayer         | 25      | 507    | -1287            |
| 17.     | Roman Koudelka           | 23      | 411    | -1383            |
| 18.     | Dmitrij Wasiljew         | 18      | 288    | -1506            |
| 19.     | Matti Hautamäki          | 23      | 273    | -1521            |
| 19.     | Martin Schmitt           | 19      | 273    | -1521            |
| 21.     | Arthur Pauli             | 22      | 261    | -1533            |
| 22.     | Dienis Korniłow          | 20      | 247    | -1547            |
| 23.     | David Lazzaroni          | 22      | 239    | -1555            |
| 24.     | Emmanuel Chedal          | 26      | 234    | -1560            |
| 25.     | Robert Kranjec           | 25      | 233    | -1561            |
| 26.     | Harri Olli               | 12      | 210    | -1584            |
| 27.     | Michael Uhrmann          | 20      | 185    | -1609            |
| 28.     | Taku Takeuchi            | 21      | 180    | -1614            |
| 29.     | Manuel Fettner           | 16      | 160    | -1634            |
| 30.     | Kamil Stoch              | 24      | 157    | -1637            |
| 31.     | Daiki Itō                | 15      | 133    | -1661            |
| 32.     | Pawieł Karielin          | 17      | 129    | -1665            |
| 33.     | Sigurd Pettersen         | 14      | 128    | -1666            |
| 34.     | Noriaki Kasai            | 18      | 122    | -1672            |
| 35.     | Shōhei Tochimoto         | 19      | 109    | -1685            |
| 36.     | Georg Späth              | 17      | 106    | -1688            |
| 37.     | Roar Ljøkelsøy           | 16      | 99     | -1695            |
| 37.     | Lars Bystøl              | 6       | 99     | -1695            |
| 39.     | Sebastian Colloredo      | 17      | 76     | -1718            |
| 40.     | Primož Peterka           | 20      | 72     | -1722            |
| 41.     | Martin Cikl              | 11      | 60     | -1734            |
| 42.     | Guido Landert            | 20      | 46     | -1748            |
| 43.     | Antonín Hájek            | 13      | 44     | -1750            |
| 44.     | Jan Matura               | 14      | 39     | -1755            |
| 45.     | Stephan Hocke            | 12      | 38     | -1756            |
| 46.     | Radik Żaparow            | 11      | 36     | -1758            |
| 47.     | Henning Stensrud         | 5       | 35     | -1759            |
| 47.     | Borek Sedlák             | 10      | 35     | -1759            |
| 49.     | Jakub Janda              | 9       | 29     | -1765            |
| 49.     | Kalle Keituri            | 4       | 29     | -1765            |
| 51.     | Jon Aaraas               | 8       | 28     | -1766            |
| 52.     | Arttu Lappi              | 10      | 27     | -1767            |
| 53.     | Andreas Vilberg          | 6       | 26     | -1768            |
| 53.     | Martin Höllwarth         | 4       | 26     | -1768            |
| 55.     | Roland Müller            | 2       | 23     | -1771            |
| 56.     | Jurij Tepeš              | 11      | 21     | -1773            |
| 56.     | Ilja Roslakow            | 10      | 21     | -1773            |
| 58.     | Vincent Descombes Sevoie | 17      | 18     | -1776            |
| 58.     | Mario Innauer            | 2       | 18     | -1776            |
| 58.     | Fumihisa Yumoto          | 12      | 18     | -1776            |
| 58.     | Nikołaj Karpienko        | 16      | 18     | -1776            |
| 58.     | Veli-Matti Lindström     | 8       | 18     | -1776            |
| 63.     | Takanobu Okabe           | 7       | 16     | -1778            |
| 63.     | Dmitrij Ipatow           | 12      | 16     | -1778            |
| 63.     | Jure Bogataj             | 9       | 16     | -1778            |
| 66.     | Balthasar Schneider      | 2       | 15     | -1779            |
| 66.     | Andrea Morassi           | 6       | 15     | -1779            |
| 68.     | Bastian Kaltenböck       | 6       | 12     | -1782            |
| 68.     | Severin Freund           | 4       | 12     | -1782            |
| 68.     | Jussi Hautamäki          | 7       | 12     | - 1782           |
| 71.     | Andreas Wank             | 4       | 11     | -1783            |
| 72.     | Sami Niemi               | 9       | 10     | -1784            |
| 72.     | Stefan Hula              | 8       | 10     | -1784            |
| 74.     | Andreas Arén             | 9       | 8      | -1786            |
| 75.     | Akira Higashi            | 2       | 7      | -1787            |
| 76.     | Choi Heung-chul          | 10      | 6      | -1788            |
| 76.     | Jörg Ritzerfeld          | 5       | 6      | -1788            |
| 78.     | Marcin Bachleda          | 8       | 5      | -1789            |
| 78.     | Primož Pikl              | 7       | 5      | -1789            |
| 80.     | Stefan Kaiser            | 1       | 3      | -1765            |
| 80.     | Yūta Watase              | 5       | 3      | -1765            |
| 82.     | Jiří Mazoch              | 2       | 2      | -1766            |
| 82.     | Ville Larinto            | 4       | 2      | -1766            |
| 84.     | Johan Erikson            | 7       | 1      | -1767            |

### KlasyfikacjaPucharu Narodów
Klasyfikacja końcowa (po 30 / 30 konkursów)
| Miejsce | Zawodnik          | Punkty | Strata do lidera |
| ------- | ----------------- | ------ | ---------------- |
| 1.      | Austria           | 6724   | 0                |
| 2.      | Norwegia          | 5303   | -1422            |
| 3.      | Finlandia         | 3627   | -3097            |
| 4.      | Szwajcaria        | 1752   | -4972            |
| 5.      | Niemcy            | 1688   | -5036            |
| 6.      | Słowenia          | 1503   | -5221            |
| 7.      | Rosja             | 1001   | -5723            |
| 8.      | Japonia           | 888    | -5836            |
| 9.      | Czechy            | 815    | -5909            |
| 10.     | Polska            | 804    | -5920            |
| 11.     | Francja           | 541    | -6183            |
| 12.     | Włochy            | 86     | -6638            |
| 13.     | Kazachstan        | 54     | -6670            |
| 14.     | Szwecja           | 9      | -6715            |
| 15.     | Korea Południowa  | 6      | -6718            |
| 16.     | Białoruś          | 0      | -6724            |
| 16.     | Estonia           | 0      | -6724            |
| 16.     | Kanada            | 0      | -6724            |
| 16.     | Słowacja          | 0      | -6724            |
| 16.     | Stany Zjednoczone | 0      | -6724            |
| 16.     | Ukraina           | 0      | -6724            |
| 16.     | Bułgaria          | 0      | -6724            |

### KlasyfikacjaTurnieju Czterech Skoczni
Klasyfikacja końcowa (po 4 / 4 skoczni)
| Poz. | Imię i nazwisko          | Narodowość       | Punkty |
| ---- | ------------------------ | ---------------- | ------ |
| 1    | Janne Ahonen             | Finlandia        | 1085,8 |
| 2    | Thomas Morgenstern       | Austria          | 1066,0 |
| 3    | Michael Neumayer         | Niemcy           | 994,6  |
| 4    | Adam Małysz              | Polska           | 979,9  |
| 5    | Dmitrij Wasiljew         | Rosja            | 977,5  |
| 6    | Andreas Küttel           | Szwajcaria       | 959,3  |
| 7    | Anders Bardal            | Norwegia         | 958,7  |
| 8    | Martin Schmitt           | Niemcy           | 955,9  |
| 9    | Anders Jacobsen          | Norwegia         | 943,2  |
| 10   | Janne Happonen           | Finlandia        | 936,6  |
| 11   | Roman Koudelka           | Czechy           | 932,4  |
| 12   | Gregor Schlierenzauer    | Austria          | 902,3  |
| 13   | Matti Hautamäki          | Finlandia        | 899,6  |
| 14   | Tom Hilde                | Norwegia         | 878,3  |
| 15   | Simon Ammann             | Szwajcaria       | 871,5  |
| 16   | Wolfgang Loitzl          | Austria          | 855,8  |
| 17   | Arthur Pauli             | Austria          | 819,6  |
| 18   | Jernej Damjan            | Słowenia         | 810,4  |
| 19   | Bjørn Einar Romøren      | Norwegia         | 791,1  |
| 20   | Martin Koch              | Austria          | 789,8  |
| 21   | Kamil Stoch              | Polska           | 765,7  |
| 22   | Taku Takeuchi            | Japonia          | 756,9  |
| 23   | Georg Späth              | Niemcy           | 748,9  |
| 24   | Dienis Korniłow          | Rosja            | 685,0  |
| 25   | Jakub Janda              | Czechy           | 667,9  |
| 26   | Manuel Fettner           | Austria          | 647,1  |
| 27   | Shōhei Tochimoto         | Japonia          | 644,2  |
| 28   | Robert Kranjec           | Słowenia         | 547,1  |
| 29   | Arttu Lappi              | Finlandia        | 544,0  |
| 30   | Andreas Kofler           | Austria          | 535,7  |
| 31   | Roar Ljøkelsøy           | Norwegia         | 527,8  |
| 32   | Emmanuel Chedal          | Francja          | 517,7  |
| 33   | David Lazzaroni          | Francja          | 517,5  |
| 34   | Noriaki Kasai            | Japonia          | 512,1  |
| 35   | Sigurd Pettersen         | Norwegia         | 451,3  |
| 36   | Mario Innauer            | Austria          | 433,4  |
| 37   | Pawieł Karielin          | Rosja            | 428,3  |
| 38   | Martin Cikl              | Czechy           | 427,0  |
| 39   | Severin Freund           | Niemcy           | 420,7  |
| 40   | Veli-Matti Lindström     | Finlandia        | 414,9  |
| 41   | Jan Matura               | Czechy           | 408,7  |
| 42   | Balthasar Schneider      | Austria          | 325,9  |
| 43   | Ilja Roslakow            | Rosja            | 324,3  |
| 44   | Borek Sedlák             | Czechy           | 319,3  |
| 45   | Martin Höllwarth         | Austria          | 316    |
| 46   | Michael Uhrmann          | Niemcy           | 313    |
| 47   | Andrea Morassi           | Włochy           | 311,9  |
| 48   | Sebastian Colloredo      | Włochy           | 293,9  |
| 49   | Dmitrij Ipatow           | Rosja            | 292,5  |
| 50   | Guido Landert            | Szwajcaria       | 276,2  |
| 51   | Roland Müller            | Austria          | 232    |
| 52   | Andreas Vilberg          | Norwegia         | 217,2  |
| 53   | Stephan Hocke            | Niemcy           | 214,7  |
| 54   | Maciej Kot               | Polska           | 210,4  |
| 55   | Ville Larinto            | Finlandia        | 209,1  |
| 56   | Daiki Itō                | Japonia          | 206,4  |
| 57   | Sami Niemi               | Finlandia        | 201,1  |
| 58   | Stefan Kaiser            | Austria          | 196,4  |
| 59   | Nikołaj Karpienko        | Kazachstan       | 195,9  |
| 60   | Marcin Bachleda          | Polska           | 191,7  |
| 61   | Radik Żaparow            | Kazachstan       | 190,6  |
| 62   | Felix Schoft             | Niemcy           | 183,5  |
| 63   | Fumihisa Yumoto          | Japonia          | 181,5  |
| 64   | Choi Heung-chul          | Korea Południowa | 110,2  |
| 65   | Vincent Descombes Sevoie | Francja          | 108,9  |
| 66   | Wołodymyr Boszczuk       | Ukraina          | 97,4   |
| 67   | Julian Musiol            | Niemcy           | 95,1   |
| 68   | Thomas Thurnbichler      | Austria          | 85,2   |
| 69   | Jurij Tepeš              | Słowenia         | 81,1   |
| 70   | Johan Erikson            | Szwecja          | 81,0   |

### KlasyfikacjaTurnieju Nordyckiego
Klasyfikacja końcowa (po 4 / 4 skoczni)
| Poz. | Imię i nazwisko          | Narodowość       | Punkty |
| ---- | ------------------------ | ---------------- | ------ |
| 1    | Gregor Schlierenzauer    | Austria          | 897,6  |
| 2    | Tom Hilde                | Norwegia         | 878,5  |
| 3    | Janne Happonen           | Finlandia        | 876,8  |
| 4    | Janne Ahonen             | Finlandia        | 855,5  |
| 5    | Anders Bardal            | Norwegia         | 854,0  |
| 6    | Thomas Morgenstern       | Austria          | 842,2  |
| 7    | Andreas Kofler           | Austria          | 823,1  |
| 8    | Adam Małysz              | Polska           | 820,2  |
| 9    | Anders Jacobsen          | Norwegia         | 818,7  |
| 10   | Martin Koch              | Austria          | 804,8  |
| 11   | Bjørn Einar Romøren      | Norwegia         | 769,6  |
| 12   | Michael Neumayer         | Niemcy           | 754,5  |
| 13   | Emmanuel Chedal          | Francja          | 730,1  |
| 14   | Matti Hautamäki          | Finlandia        | 729,6  |
| 15   | Michael Uhrmann          | Niemcy           | 729,5  |
| 16   | Wolfgang Loitzl          | Austria          | 728,1  |
| 17   | Shōhei Tochimoto         | Japonia          | 718,6  |
| 18   | Lars Bystøl              | Norwegia         | 685,0  |
| 19   | Taku Takeuchi            | Japonia          | 674,4  |
| 20   | Simon Ammann             | Szwajcaria       | 671,3  |
| 21   | Andreas Küttel           | Szwajcaria       | 659,4  |
| 22   | Jussi Hautamäki          | Finlandia        | 655,3  |
| 23   | Manuel Fettner           | Austria          | 627,6  |
| 24   | Martin Schmitt           | Niemcy           | 621,2  |
| 25   | Georg Späth              | Niemcy           | 603,4  |
| 26   | Radik Żaparow            | Kazachstan       | 588,3  |
| 27   | David Lazzaroni          | Francja          | 555,5  |
| 28   | Arthur Pauli             | Austria          | 544,7  |
| 29   | Roman Koudelka           | Czechy           | 526,9  |
| 30   | Robert Kranjec           | Słowenia         | 498,4  |
| 31   | Noriaki Kasai            | Japonia          | 478,8  |
| 32   | Daiki Itō                | Japonia          | 375,3  |
| 33   | Sebastian Colloredo      | Włochy           | 471,8  |
| 34   | Jernej Damjan            | Słowenia         | 450,3  |
| 35   | Antonín Hájek            | Czechy           | 446,3  |
| 36   | Kamil Stoch              | Polska           | 446,0  |
| 37   | Johan Erikson            | Szwecja          | 437,7  |
| 38   | Dienis Korniłow          | Rosja            | 376,4  |
| 39   | Primož Peterka           | Słowenia         | 371,3  |
| 40   | Andreas Arén             | Szwecja          | 318,6  |
| 41   | Nikołaj Karpienko        | Kazachstan       | 305,7  |
| 42   | Vincent Descombes Sevoie | Francja          | 297,7  |
| 43   | Guido Landert            | Szwajcaria       | 295,2  |
| 44   | Jörg Ritzerfeld          | Niemcy           | 287,3  |
| 45   | Fumihisa Yumoto          | Japonia          | 256,8  |
| 46   | Jure Šinkovec            | Słowenia         | 175,5  |
| 47   | Dmitrij Wasiljew         | Rosja            | 172,4  |
| 48   | Wołodymyr Boszczuk       | Ukraina          | 170,1  |
| 49   | Piotr Żyła               | Polska           | 168,1  |
| 50   | Kenneth Gangnes          | Norwegia         | 162,4  |
| 51   | Andreas Wank             | Niemcy           | 161,5  |
| 52   | Tami Kiuru               | Finlandia        | 159,8  |
| 53   | Kim René Elverum Sorsell | Norwegia         | 142,8  |
| 53   | Ołeksandr Łazarowycz     | Ukraina          | 141,6  |
| 55   | Jan Matura               | Czechy           | 140,6  |
| 56   | Sigurd Pettersen         | Norwegia         | 102,2  |
| 57   | Jakub Janda              | Czechy           | 99,9   |
| 58   | Ilja Roslakow            | Rosja            | 95,8   |
| 59   | Borek Sedlák             | Czechy           | 88,3   |
| 60   | Jurij Tepeš              | Słowenia         | 84,1   |
| 61   | Choi Heung-chul          | Korea Południowa | 76,7   |
| 62   | Maciej Kot               | Polska           | 74,6   |
| 63   | Roar Ljøkelsøy           | Norwegia         | 64,4   |
| 64   | Kim Hyun-ki              | Korea Południowa | 31,0   |

## Liderzy klasyfikacji generalnej Pucharu Świata
Pozycja lidera Pucharu Świata należy do zawodnika, który w dotychczas rozegranych zawodach zgromadził najwięcej punktów do klasyfikacji generalnej cyklu. W przypadku równej liczby punktów, liderem Pucharu Świata jest ten zawodnik, który ma na swoim koncie więcej wygranych konkursów. W konkursie inaugurującym nowy sezon, rolę lidera przyjmuje zawodnik, który zwyciężył w poprzedniej edycji.
| Nr | Zawodnik           | Data objęcia pozycji lidera | Miasto                | Data utraty pozycji lidera | Miasto                | Liczba konkursów |
| -- | ------------------ | --------------------------- | --------------------- | -------------------------- | --------------------- | ---------------- |
| 1. | Adam Małysz        | Triumfator PŚ 2006/07       | Triumfator PŚ 2006/07 | 1 grudnia 2007             | Ruka                  | 1                |
| 2. | Thomas Morgenstern | 1 grudnia 2007              | Ruka                  | Triumfator PŚ 2007/08      | Triumfator PŚ 2007/08 | 26               |